# Centre hospitalier Félix-Guyon
Le centre hospitalier Félix-Guyon, anciennement centre hospitalier départemental, est l'une des deux composantes du centre hospitalier universitaire de La Réunion situé à Saint-Denis de La Réunion, le chef-lieu du département d'outre-mer de l'océan Indien. Comme il occupe une partie du quartier de Bellepierre, il est également connu sous le nom de CHD de Bellepierre, mais doit être désormais dénommé centre hospitalier Félix-Guyon, depuis la création du CHR en 2007, devenu CHU en 2012. L'autre composante du CHU de La Réunion est le groupe hospitalier Sud Réunion. 
L'hôpital a été baptisé en l'honneur de l'urologue Félix Guyon.

## Histoire
Le premier grand hôpital de la Réunion fut l’hôpital colonial du camp Ozoux, ouvert en 1899 et reconstruit en 1906, sous le nom d’hôpital Félix-Guyon avec une capacité de 130 lits. Cet établissement complétait l’hôpital de Saint-Jacques (1830, 92 lits) et l'hôpital militaire. Il fut ouvert en 1908 en même temps que la mise en service d’une nouvelle adduction d’eau, grâce à un tunnel de 2 500 mètres qui prenait l’eau dans la rivière Saint-Denis.
La première pierre du CH Félix-Guyon fut posée le 23 mars 1953, l'inauguration eut lieu le 4 juillet 1957 par le préfet Perreau-Pradier sur le site de Bellepierre dans les hauts de Saint-Denis. Le centre hospitalier regroupait quatre éléments : le nouvel hôpital, l’ancien hôpital transformé en centre de convalescence et de pneumologie, la maternité et la léproserie de Saint-Bernard. L’ensemble comptait neuf services : pédiatrie, médecine générale, phtisiologie, radiologie, ORL, ophtalmologie, deux services de chirurgie et un service d’anesthésie. Deux-cent-vingt personnes y travaillaient.

## Services et capacité
Rénové jusqu'en juin 2009, il offre désormais une capacité de 580 lits de court séjour essentiellement et emploie plus de 2 000 personnes. Hôpital de proximité mais également de recours, il abrite également des services de pointe à vocation régionale : 
- Addictologie,
- Anesthésie
- Bloc Opératoire,
- Cardiologie,
- Centre 15,
- Chirurgie Cardiothoracique et Vasculaire,
- Chirurgie Digestive,
- Chirurgie Orthopédique,
- Chirurgie Urologique,
- Coordination des prélèvements et greffes,
- Diabétologie-Endocrinologie,
- DIM,
- Équipe mobile de soins palliatifs,
- Équipements NRBC contre le bioterrorisme (lutte contre les dangers nucléaires, radiologiques, biologiques, chimiques),
- EVASAN,
- Gastro-Entéro-Hépatologie,
- Génétique,
- Grands Brûlés,
- Gynécologie-Obstétrique,
- Hémato-Oncologie,
- Hémodialyse,
- Hygiène hospitalière,
- Imagerie Médicale,
- Immunologie,
- Laboratoire d’Anatomie et Cytologie Pathologiques,
- Laboratoire de biologie  et biochimie,
- Laboratoire HLA,
- Laboratoire de virologie hautement sécurisé (p. 3),
- Laboratoire de cytogénétique,
- Maladies Infectieuses,
- Maladies Respiratoires,
- Maternité,
- Médecine Interne,
- Médecine Nucléaire,
- Médecine Physique et de Réadaptation,
- Médecine Polyvalente,
- Néonatalogie,
- Néphrologie,
- Neurologie,
- Odontologie,
- Oncologie Pédiatrique,
- Ophtalmologie,
- ORL,
- Pédiatrie,
- Pharmacie,
- Réanimation Néonatale & Pédiatrique,
- Réanimation Polyvalente,
- Rhumatologie,
- SMUR,
- Soins Intensifs de Cardiologie,
- Soins Intensifs Néonatale,
- Soins Intensifs Post-Opératoire,
- Stérilisation.
- Stomatologie,
- UA Psy,
- UCSA,
- UMH 72h,
- Urgences Pédiatriques,
- Urgences, Service Porte,
- Vaccinations internationales